# Mariametra
Genre
Les Mariametra sont un genre de comatules de la famille des Mariametridae.

## Liste des genres
Selon World Register of Marine Species (30 mars 2015) :
- Mariametra delicatissima (AH Clark, 1907) -- Région indonésienne
- Mariametra subcarinata (AH Clark, 1908) -- Océan Indien
- Mariametra tenuipes AH Clark, 1912 -- Région indonésienne
- Mariametra tuberculata AH Clark, 1912 -- Région indonésienne
- Mariametra vicaria (Bell, 1894) -- Océan Indien